# Sista chansen (film, 1945)
Sista chansen (originaltitel: Die letzte Chance) är en schweizisk krigsfilm från 1945 i regi av Leopold Lindtberg. Världspremiären var den 26 maj 1945 i Zürich. Filmen hade svensk premiär den 30 oktober 1946 och är tillåten från 15 år.

## Handling
En amerikansk och en brittisk soldat flyr från ett nazistiskt fångtransporttåg för att nå den schweiziska gränsen. Plötsligt blir de ledare för en multinationell grupp flyktingar.

## Medverkande i urval
- Ewart G. Morrison - Major Telford
- John Hoy - Löjtnant John Halliday
- Sigfrit Steiner - Militärläkare

## Utmärkelser
- 1946 - Filmfestivalen i Cannes - Festivalens stora pris (föregångare till Guldpalmen) - Leopold Lindtberg
- 1946 - Filmfestivalen i Cannes - Internationellt fredspris (den enda film som fått detta pris)
- 1947 - Golden Globe - Bästa film för internationell förståelse - Schweiz